# Nathan Jones
Nathan Darren Jones  (21 de agosto de 1969) es un luchador profesional y actor australiano.

## Vida personal
Antes de que comenzara su carrera como luchador, Nathan Jones, fue sentenciado a 16 años de cárcel en Boggo Road Goal por 8 asaltos a mano armada entre 1985-1987 (dos de ellos en Tasmania) convirtiéndose en uno de los australianos más buscados. Terminó cumpliendo 7 años en una cárcel de máxima seguridad y uno de trabajo comunitario. Mientras estuvo en prisión se introdujo en el deporte de  levantamiento de pesas, y poco tiempo después se convirtió en el campeón nacional de levantamiento de pesas de Australia.
Nathan también empezó a competir para ser "El hombre más fuerte del mundo",  tomando parte en el campeonato de 1995.
Su masivo físico le ha permitido encarnar a luchadores sobredimensionados y villanos en diferentes films junto a actores de renombre: ha actuado como actor de reparto en varias películas de artes marciales tales como  Troya en el papel del retador gigante Boagrus, junto a Jet Le en Fearless, con Tony Jaa en The Protector, en Mad Max: Fury Road (2015) como Rictus Erectus, entre otras participaciones.

## Carrera en la lucha libre profesional

### World Wrestling All-Stars (2001-2002)
Jones empezó ganando fama en World Wrestling All-Stars, dejando una buena impresión en el primer pay-per-view de la WWA Inception. También apareció en la WWE, apoyando a The Undertaker en su pelea de Wrestlemania XIX.

## En lucha
- Movimientos finales
  - Chokeslam[2]
  - Argentine backbreaker rack[3]
  - Gutwrench suplex[2]

- Movimientos de firma
  - Bearhug
  - Big boot[2]
  - Giant swing
  - Gorilla press slam
  - High-speed spin kick[2]
  - Scoop inverted DDT[2]
  - Sidewalk slam
  - Sitout chokebomb[4]
  - Slingshot lariat[2]
  - Snap scoop slam
  - Standing powerbomb[5]
  - Superkick
  - Tilt-a-whirl slam

- Mánager
  - Rove McManus
  - Paul Heyman
  - Ashley Henning

- Apodos
  - "The Colossus of Boggo Road"
  - "The Front Row"[2]

## Campeonatos y logros
- Pro Wrestling ZERO1-MAX
  - NWA Intercontinental Tag Team Championship (1 vez) - con Jon Heidenreich

- World Wrestling All-Stars
  - WWA World Heavyweight Championship (1 vez)

- Pro Wrestling Illustrated
  - Situado en el Nº137 en los PWI 500 de 2003[6]

- Wrestling Observer Newsletter
  - WON Luchador más vergonzoso (2003)

## Filmografía
- Furiosa (2024) como Rictus Erectus[7]
- Ricky Stanicky (2024) como Big Ben
- Spiderhead (película del 2022) como Rogan
- Mortal Kombat (2021) Como Reiko
- El Rey Escorpión 5: El libro de las Almas (2018) como Enkidu
- Rompiendo Las Reglas 3: Sin Rendición (2016) como Caesar Braga
- Mad Max: Fury Road (2015) como Rictus Erectus
- Boologam (2015) como Steven George
- Charlie´s farm (2014)
- Conan el Bárbaro (2011) como Akhun
- Somtum (2008) como Barney Emerald
- Astérix en los Juegos Olímpicos (2008) como Humungus
- The Condemned (2007) como Petr Raudsep
- Fearless - Sin miedo (2006) como Hercules O'Brien
- Tom yum goong ("The Protector" en Argentina) (2005) como T.K.
- Troya (2004) como Boagrius
- Doom Runners (1997) como Vike
- Police Story IV: First Strike (1996) como Hitman